# 落ち武者のおちむん
落無者のおちむん（おちむしゃのおちむん）とは、神奈川県鎌倉市生まれのマスコット。
略称は「おちむん」。

## 概要
2013年5月、鎌倉市の非公認キャラクターとして由比ガ浜在住の男性（運営会社名は「落ち武舎」）が制作。初披露は鎌倉海浜公園で行われたフリーマーケット鎌人いち場。同年のゆるキャラグランプリで793位となる。
2015年、中の人が海外に移住したため活動休止。その後一時帰国したものの再移住予定のため、2017年にM&Aマッチングサービス「トランビ」を通じて権利が譲渡され、活動再開したが、コロナなどの影響で再休止した。
2023年、3代目プロデューサーに権利譲渡され、再生を開始した。
2024年、「落武者おちむん」から「落無者おちむん」に名称変更。　
現在の情報の多さに目が回っている。

## 設定
- 1313年（正和2年） - 鎌倉に武家の長男として産まれる[2]。武芸が苦手で臆病な性格に育つ[1]。

- 1333年（元弘3年） - 新田義貞軍が鎌倉に攻めてきた時、 戦っても勝てないと思い、ひたすら逃げる。そして山の中を走ってたら突然タイムスリップして現代に現れる[2]。
- 2013年（平成25年） - 産まれ育った鎌倉市生まれのマスコットとして活動しようと決心する[2]。

## 特徴
月代を剃り落としたざんばら髪、八の字眉、渦巻き状の目、長く伸びた口髭、鎌の字の家紋が入った藍色の甲冑に身を包み、手には「おちむん」と書かれた幟旗を持っている。
原案では頭頂部に折れた矢が刺さり、額のあたりに十文字型の傷がある。

### プロフィール
| 項目         |                    |  |
| ------------ | ------------------ |  |
| 出身地       | 鎌倉時代の時の鎌倉 |  |
| 年齢         | 21歳               |  |
| 得意な物     | 遊び               |  |
| 苦手な物     | 武芸               |  |
| 好きな物     | 歌や音楽           |  |
| 好きな食べ物 | 塩むすび、たいやき |  |
| 怖い物       | 流鏑馬             |  |

## グッズ
人形、ポーチ、ピンバッジが売られている。

### 絵本
- 「落ち武者のおちむん」株式会社アライブトライブ、2015年、齊藤裕之 (著)、花沢洋平 (イラスト)